# Lucien Tesnière
Lucien Tesnière (Mont-Saint-Aignan, 13 de maig de 1893 - Montpeller, 6 de desembre de 1954) va ser un lingüista francès.
Professor a Estrasburg (1924) i Montpeller (1937), va publicar treballs sobre les llengües eslaves, però se'l recorda especialment per la seva original teoria sintàctica, exposada en el seu llibre pòstum Éléments de syntaxe structurale (Elements de sintaxi estructural) (1959), en què proposava una formalització de les estructures sintàctiques de la frase, basant-se en exemples extrets d'un gran nombre de llengües.
Aquest model es basa en l'stemma, representació gràfica de les relacions verticals i horitzontals en les construccions sintàctiques. En aquesta representació, el verb és l'element de nivell jeràrquic més elevat i regeix els complements, que al seu torn regeixen uns elements subordinats. Els stemmen de Tesnière prefiguren els arbres sintàctics de la gramàtica generativa.

## Obres
- Petite grammaire russe, Henri Didier, Paris 1934.
- Cours élémentaire de syntaxe structurale, 1938.
- Cours de syntaxe structurale, 1943.
- Esquisse d'une syntaxe structurale, Klincksieck, Paris 1953.
- Éléments de syntaxe structurale, Klincksieck, Paris 1959. ISBN 2-252-01861-5
- Éléments de syntaxe structurale, Klincksieck, Paris 1988. Préface de Jean Fourquet, professeur à la Sorbonne. Deuxième édition revue et corrigée, cinquième tirage. ISBN 2-252-02620-0